# Loch Lundie (sjö i Storbritannien, lat 57,09, long -4,81)
Loch Lundie är en sjö i Storbritannien.   Den ligger i kommunen Highland och riksdelen Skottland, i den nordvästra delen av landet, 700 km nordväst om huvudstaden London. Loch Lundie ligger 136 meter över havet. Arean är 0,34 kvadratkilometer. I omgivningarna runt Loch Lundie växer i huvudsak blandskog. Den sträcker sig 1,1 kilometer i nord-sydlig riktning, och 0,6 kilometer i öst-västlig riktning.